# ФК „Утрехт“
ФК Утрехт (на нидерландски: FC Utrecht) е холандски футболен отбор, основан на 1 юли 1970 г. със седалище град Утрехт. Главно завършвайки в първата половина на таблицата, клубът е направил множество международни изяви.

## История
ФК Утрехт е образуван чрез сливането на три клуба от град Утрехт: ДОС, Елинквик и Велокс.
През 80-те години участва няколко пъти в Купата на УЕФА, но поради липса на късмет след 1991 отборът трябвало да изчака още 10 години за да може отново да заиграе европейски футбол.
ДОС печелят националния шампионат през 1958. ФК Утрехт печелят купата на KNVB три пъти: през 1985, 2003 и 2004. През 2004 ФК Утрехт успява да спечели Йохан Кройф Шийлд. ФК Утрехт е и единственият отбор извън фаворитите за спечелване на трофея, (Аякс, ПСВ Айндховен и Фейенорд), който никога не е отпадал от холандската Ередивиси. Отчасти това се дължи главно на късното откриване на клуба, но също така и трябва да се отбележи фактът, че всеки друг отбор, с изключение на първите 3 фаворита за титлата, които играят в Ередивиси са отпадали поне веднъж от началото на създаването на ФК Утрехт.
Стадионът на ФК Утрехт е стадион Галгенваард, който преди това се е наричал Галгенваард и по-късно преименуван на Ню Галгенваард с капацитет на местата от 24 426. Средната публика през сезон 2004/05 е била 19 600 зрители. По време на сезон 2006/07, средната посещаемост се е увеличила на 20 004 души. Цветовете на клуба са червен и бял.
Тон дю Шантиние е сегашният старши треньор, а негов помощник е Ян Ваутерс. Предишният старши треньор на отбора Фуке Бой, успял да спечели 2 купи Йохан Кройф Шийлд, заема длъжността технически директор в отбора.
На 2 април 2008 се установило, че собственикът на Мамут, Ван Сьомерен, е изкупил 51% от акциите на ФК Утрехт. Това прави ФК Утрехт вторият отбор в Нидерландия след АЗ Алкмаар, който е управляван от инвеститори.
Ръководството на отбора предварително обявило за това, защото парите, които са щели да получат от това превземане на акции, са били необходими за разчистване на място за юношеските школи и за скаутите на отбора. Също така бордът си е поставил за цел отборът да е сред водещите отбори за период от 5 години.

## Успехи
- Първи клас (до 1955) / Висша дивизия (след 1956)-Ередивиси:
  -  Шампион (1): 1957/58 (като „ДОС“)

- Купа на Нидерландия:
  -  Носител (3): 1984/85, 2002/03, 2003/04

- Суперкупа на Нидерландия:
  -  Носител (1): 2004
    -  Финалист (1): 2003

## Известни играчи
Нидерлания
- Франс Аделаар
- Ко Адриаансе
- Дик Адвокаат
- Едсон Браафхейд
- Ханс ван Брьокелен
- Даве ван ден Берг
- Йост Брурсе
- Хари Дехейвер
- Ян-Вилем ван Еде
- Хенк Фрезер
- Мичел ван дер Гааг
- Вилем ван Ханегем
- Жан-Пол де Йонг
- Йон де Йонг
- Йохан де Кок
- Герт Кройс
- Дирк Койт
- Йон ван Лун
- Тео Льосийос
- Михаел Молс
- Еду Нандлал
- Робин Нелисе
- Харалд Вапенаар
- Роб Вичге
- Ян Ваутерс
- Патрик Зваансвейк

Белгия
- Стефаан Танге
- Том Ван Мол
- Стейн Вревен

Франция
- Марк-Антоан Фортюне

Полша
- Влоджимеж Смоларек

Румъния
- Лучан Сънмъртян

САЩ
- Джон О'Брайън

Япония
- Тошия Фуджита

Унгария
- Тибор Домби

Финландия
- Паулус Ройха

Мароко
- Адил Рамзи